# Lee Jee-young
Lee Jee-young, née le 2 décembre 1985 à Séoul, est une golfeuse sud-coréenne. Professionnelle depuis 2004 en rejoignant le circuit sud-coréen de la LPGA, elle rejoint ensuite le circuit américain de la LPGA en 2005. Elle a remporté deux victoires professionnelles, l'un sur le circuit sud-coréen avec la « coupe TaeYoung » et l'autre sur le circuit américain avec le CJ Nine Bridges Classic, toutes deux en 2005. Sa meilleure performance lors d'un tournoi majeur est une seconde place au Open britannique en 2007 à quatre coups de la Mexicaine Lorena Ochoa.

## Biographie
Lee Jee-young devient professionnelle durant l'année 2004 en rejoignant le circuit sud-coréen de la LPGA où elle a le statut de débutante en 2005. Lors de cette année 2005, elle crée la surprise en remportant le CJ Nine Bridges Classic, tournoi co-sanctionné par le circuit sud-coréen et le circuit américain de la LPGA. Elle prend la tête de ce tournoi le premier jour pour ne plus la perdre malgré les retours de Jeong Jang et Mi Hyun Kim. Ce succès lui permet de devenir membre du circuit américain de la LPGA pour les années 2006 et 2007.
Le début d'exercice sur le circuit de la LPGA en 2006 est sans fait notable pour Lee Jee-young jusqu'à une dixième place à l'Open américain puis une cinquième place à l'Open du Canada où elle avait occupé la tête durant le tournoi. Elle termine à la vingtième du classement des gains avec 575 125 dollars et cinquième au classement des débutantes remporté par sa compatriote Seon Hwa Lee.
En 2007, elle réalise une grande année. Elle commence l'année avec une deuxième place à l'« Open Fields in Hawaii » derrière Stacy Prammanasudh mais c'est notamment dans les tournois majeurs qu'elle se met au premier plan, tout d'abord une treizième place au championnat Kraft Nabisco suivie d'une dixième place au championnat de la LPGA et d'une septième place à l'Open américain, enfin elle est tout proche de remporter l'Open britannique où elle échoue à la deuxième place derrière Lorena Ochoa. Elle perd également le tournoi de l'« Open Michelob ULTRA » en playoff contre Suzann Pettersen. Elle termine l'année à la dixième place du classement des gains avec 966 256 dollars, toutefois l'année avait été émaillée de nombreuses blessures.
En 2008 elle est en recul, malgré de bonnes performances en tournoi majeur n'allant jamais au-delà de la vingt-et-unième place, elle se situe alors dans le top 20 et rarement dans le top 10, toutefois elle termine seconde du « Safeway International » derrière Lorena Ochoa en début d'année et aligne quatre top 5 lors des quatre derniers tournois de l'année lui permettant de terminer à la vingt-et-unième place du classement des gains avec 795 991 dollars.
Lors de la saison 2009, elle débute cinq top 20 lors des six premiers tournois dont une vingtième place au championnat Kraft Nabisco, cependant elle effectue des contre-performances aux autres tournois majeurs avec une soixante-cinquième place au championnat de la PGA, une annulation à l'Open américain et un cut raté à l'Open britannique. Elle prend finalement que la trente-septième place du classement des gains, le plus mauvais rang de sa carrière en LPGA.
En 2010, elle obtient deux top 10 lors de ses deux premiers tournois dont une troisième place au Kia Classic mais termine à la quarantième place du championnat Kraft Nabisco.

## Palmarès
Lee Jee-young compte au total deux titres professionnels, l'un sur le circuit sud-coréen avec la « coupe TaeYoung » et l'autre sur le circuit américain avec le CJ Nine Bridges Classic, toutes deux en 2005.

### Victoires professionnelles (2)
| Année    | Tournoi                | Tournoi                        |
| 2005 (2) | Coupe TaeYoung (KLPGA) | CJ Nine Bridges Classic (LPGA) |

### Parcours en tournois majeurs
| Tournoi                   | 2006                      | 2007                      | 2008                      | 2009                      | 2010                      | 2011                      | 2012                      | 2013 | 2014 | 2015 |
| ------------------------- | ------------------------- | ------------------------- | ------------------------- | ------------------------- | ------------------------- | ------------------------- | ------------------------- | ---- | ---- | ---- |
| Championnat Kraft Nabisco | T56                       | T13                       | T21                       | 20                        | T40                       | CUT                       | CUT                       | T32  | T16  | CUT  |
| Championnat de la LPGA    | T14                       | T10                       | T18                       | T65                       | CUT                       | CUT                       | CUT                       | DNP  | CUT  | T49  |
| Open américain            | T10                       | 7                         | T13                       | Abd.                      | T25                       | CUT                       | DNP                       | DNP  | T38  | DNP  |
| Open britannique          | T22                       | T2                        | T17                       | CUT                       | T62                       | CUT                       | DNP                       | T36  | T58  | DNP  |
| The Evian Championship    | Deveins un majeur en 2013 | Deveins un majeur en 2013 | Deveins un majeur en 2013 | Deveins un majeur en 2013 | Deveins un majeur en 2013 | Deveins un majeur en 2013 | Deveins un majeur en 2013 | Abd. | CUT  | DNP  |

DNP = N'a pas participé

CUT = A raté le Cut

Abd. = Abandon
"T" = Égalité

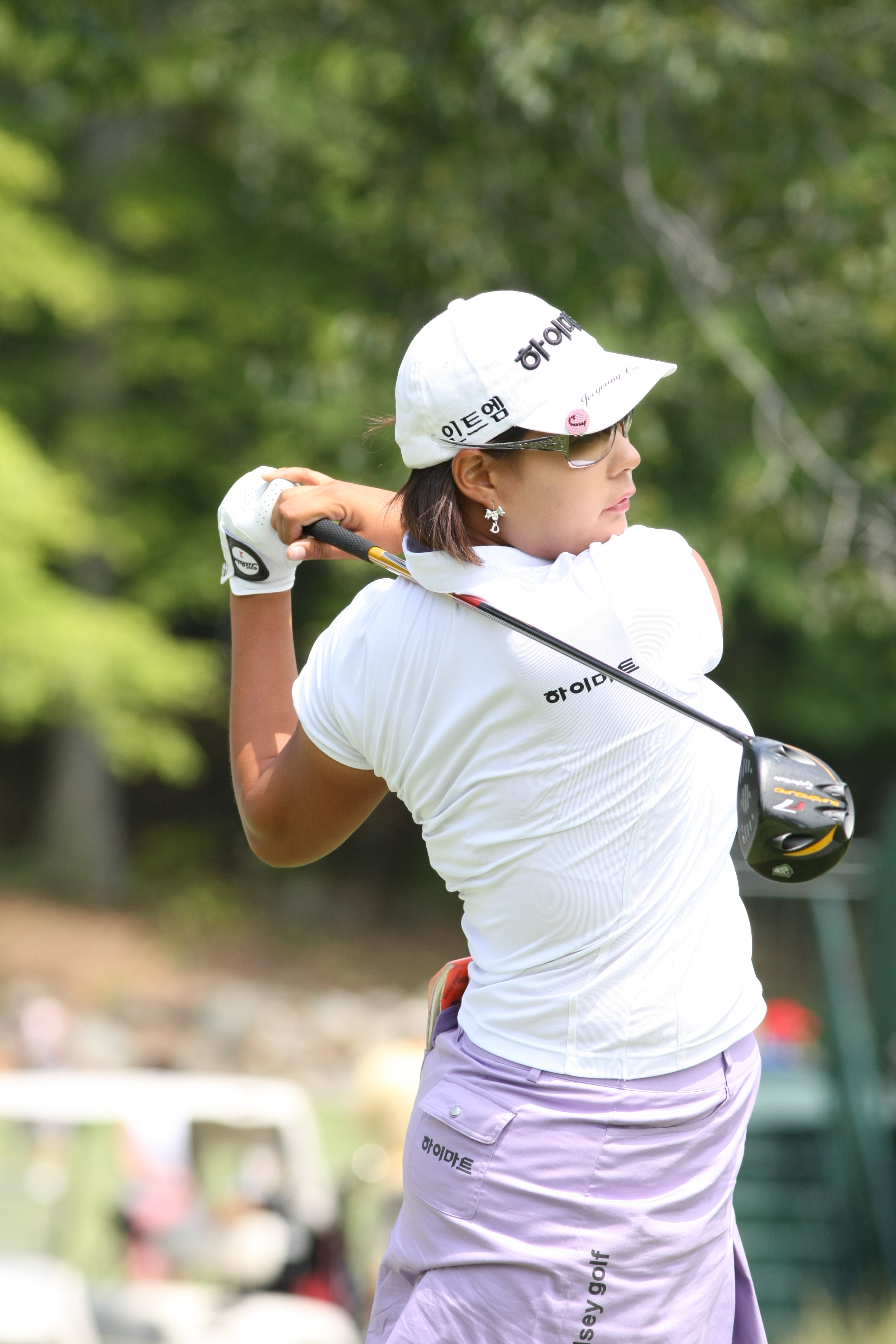
Lee Jee-young au championnat de la LPGA en 2008.

Le fond vert montre les victoires et le fond jaune un top 10.

### Statistiques sur le circuit de la LPGA
| Année | Tournois disputés | Victoire | Deuxième | Troisième | Top 10 | Gains ($) | Rang ($) | Moyenne scores | Rang scores |
| ----- | ----------------- | -------- | -------- | --------- | ------ | --------- | -------- | -------------- | ----------- |
| 2006  | 25                | 0        | 1        | 0         | 6      | 575 125   | 20e      | 71,46          | 18e         |
| 2007  | 24                | 0        | 3        | 0         | 10     | 966 256   | 10e      | 71,66          | 12e         |
| 2008  | 28                | 0        | 1        | 1         | 7      | 795 991   | 21e      | 71,38          | 14e         |
| 2009  | 25                | 0        | 0        | 1         | 3      | 358 711   | 37e      | 71,88          | 33e         |